# Cinnamoroll
Cinnamoroll (シナモロール?, Shinamorōru) è una serie di personaggi immaginari creati da Sanrio nel 2007, con il character design di Miyuki Okumura. il protagonista è per l'appunto Cinnamon, un cane bianco dalle orecchie lunghe, occhi azzurri, guance rosa e una coda paffuta e riccia che ricorda un rotolo alla cannella. Il personaggio è apparso in una serie manga, un film anime e vari cortometraggi animati.
Dalla serie principale ne sono nate due secondarie: Cinnamoangels (シナモエンジェルス?, Shinamoenjerusu) nel 2005, che si concentra su Azuki, Mocha e Chiffon, e Lloromannic (ルロロマニック?, Ruroromanikku) nel 2007, dove appaiono Cherry e Berry.

## Trama
Un giorno, mentre la proprietaria del Café Cinnamon stava ammirando il cielo, arrivò un piccolo cucciolo bianco simile ad una piccola nuvola soffice. Allora la proprietaria crede che quest'ultimo fosse stato attirato dal profumo dei panini alla cannella ed era venuto a controllarli, teoria che trova presto conferma. Infatti il curioso cucciolo ha preso subito in simpatia la dolce barista e i suoi deliziosi panini alla cannella, quindi decide di restare in sua compagnia. Dato che la coda dell'animaletto era paffuta e arricciata come un panino alla cannella, decide così di chiamarlo Cinnamon (cannella in inglese). Cinnamon diventa immediatamente popolare tra i clienti e presto divenne la mascotte ufficiale del Café Cinnamon. Quando Cinnamon non fa un pisolino sulla terrazza del bar, passa il suo tempo a volare per la città alla ricerca di qualche fonte di divertimento, con l'obiettivo di vivere tante nuove avventure in compagnia dei suoi amici Chiffon, Mocha, Espresso, Cappuccino e Little Milk.

## Tailsa Davis Mascot Personaggi (2022)
Tailsa Davis (テイルサ・デーヴィス?, Teirusa Dēvu~isu)
Doppiato da: Ikue Ōtani (ed. giapponese), Elena Gritti (ed. italiana)
Tailsa Davis (nato il 6 marzo) (Inno 55: Amore divino, tutti gli amori eccelsi) è la fidanzata di Owen.
Owen Mikey (オーウェン・マイッキー?, Ōu~en Maikkī)
Doppiato da: Mashiho Takata (ed giapponese), Santo Verduci (ed. italiana)
Owen Mikey (nato il 25 luglio) (Inno 132: Osanna, forte osanna) è il fidanzato di Tailsa.
ed è molto gentile e intelligente.
Alice Kathryn (アリス・キャサリーン?, Arisu Kyasarīn)
Doppiato da: Yumi Kakazu (ed. giapponese), Elena Gritti (ed. italiana)
Alice Kathryn (nato il 20 febbraio) (Inno 20: Ora ringraziamo tutti il nostro Dio) è molto energico. e diventa stilista di moda.
Hannah Mellow (ハンナ・メロー?, Han'na Merō)
Doppiato da: Ikue Ōtani (ed. giapponese), Stefania Umana (ed. italiana)
Hannah Mellow (nato il 27 giugno) (Inno 27: La maestosa dolcezza troneggia.) è un'amante dell'autostima, della pizza e dei lecca-lecca.
Yolanda Eisor (ヨランダ・アイジャー?, Yoranda Aijā)
Doppiata da: Yumi Kakazu (ed. giapponese), Cristina Banchetti (ed. italiana)
Yolanda Eisor (nato il 25 luglio) (Inno 132: Osanna, forte osanna) è l'amico gemello di Owen, molto allegro e sano.
Taylor Lizbeth (テイラー・リズベス?, Teirā Rizubesu)
Doppiata da: Ikue Ōtani (ed. giapponese), Stefania Umana (ed. italiana)
Taylor Lizbeth (nato il 14 gennaio) (Inno 66: Inni de mattino) è una chitarrista molto allegra ed energica.
Diana Carrie (ダイアナ・キャリー?, Daiana Kyarī)
Doppiata da: Yumi Kakazu (ed. giapponese), Stefania Umana (ed. italiana)
Diana Carrie (nato il 4 dicembre) (Inno 275: Salvare i morenti) è molto gentile e amante del cibo.
Quinn Zaryah (クイン・ザリャー?, Kuin Zaryā)
Doppiata da: Masako Okōchi (ed. giapponese), Elena Gritti (ed. italiana)
Quinn Zaryah (nato il 9 agosto) (Inno 49: Continua a cantare) è una piccola principessa più giovane.
Lizzy Marquee (リジー・マーキー?, Rijī Mākī)
Doppiata da: Masako Okōchi (ed. giapponese), Elena Gritti (ed. italiana)
Lizzy Marquee (nato il 25 settembre) (Inno 374: Alzatevi, o uomini di Dio) è ispirata a Lizzy la tigre di Numberfanagram, ed è la sorella minore di Quinn!
Jackie Paper (Bacon) (ジャッキー・ペーパー?, Jakkī Pēpā)
Doppiato da: Kōki Miyata (ed. giapponese)
Jackie Paper or Bacon (nato il 6 giugno) (Inno 160: O figli e figlie, cantiamo) un personaggio della serie Robstix su Roblox. È un personaggio della serie Robstix su Roblox. È anche conosciuto come Bacon Hair.
Kelly Acorn (Meatball) (ケリー・エーコン?, Kerī Ēkon)
Doppiato da: Fujiko Takimoto (ed. giapponese)
Kelly Acorn or Meatball (nato il 9 settembre) (Inno 160: O figli e figlie, cantiamo) è un personaggio della serie Robstix su Roblox. È anche conosciuta come Girly Bacon e acorn hair.
Cinnamon (シナモン?, Shinamon)
Doppiato da: Taeko Kawata (ed. giapponese), Elena Gritti (ed. italiana)
Cinnamon (nato il 15 marzo) (Nuovo Inno 15: Amore divino, tutti gli amori eccelsi) è un cagnolino maschio bianco e paffuto con lunghe orecchie che gli permettono di volare. Ha gli occhi azzurri, le guance rosa e una coda paffuta e riccia che ricorda un panino alla cannella. La proprietaria del Café Cinnamon, un piccolo bar, guardò in alto e vide un cucciolo bianco fluttuare nel cielo come una soffice nuvola. Allora la proprietaria ha pensato che fosse venuto perché aveva sentito l'odore dei suoi panini alla cannella. Dato che il cagnolino ha una coda riccia proprio come un panino alla cannella, decide di chiamarlo Cinnamon. Cinnamon divenne immediatamente popolare tra i clienti e presto divenne la mascotte ufficiale del Café Cinnamon. Quando non fa un pisolino sulla terrazza del bar, Cinnamon vola per la città in cerca di divertimento e nuove avventure con i suoi amici.
Cappuccino (カプチーノ?, Kapuchīno)
Doppiato da: Rei Sakuma (ed. giapponese), Santo Verduci (ed. italiana)
Cappuccino (nato il 27 giugno) (Nuovo Inno 27: Il maestosa dolcezza troneggia.) è un cucciolo maschio che vive nella casa con il tetto rosso dall'altra parte della strada rispetto al Café Cinnamon. Gli piace fare le cose con tranquillità, mangiare molto e fare dei sonnellini. Cappuccino è facile da riconoscere per via della forma della sua bocca, che è proprio simile a quella di una tazza da cappuccino, gli piace mangiare, anche se preferisce di gran lunga fare sonnellini. È il ghiottone del gruppo ed è molto paffuto. Ama andare a caccia di insetti, che si rivela essere anche la sua attività preferita.
Chiffon (シフォン?, Shifon)
Doppiata da: Ikue Ōtani (ed. giapponese), Stefania Umana (ed. italiana)
Chiffon (nato il 21 settembre) (Nuovo Inno 58: Inni de mattino) è una cucciola che vive in un rigoglioso parco verde ed è il più energico dei personaggi. Chiffon ispira i suoi amici e non si preoccupa per i piccoli problemi. Le sue orecchie, soffici come una torta di chiffon, sono la sua caratteristica distintiva. È anche un maschiaccio e adora giocare a tennis. Ha un lato sensibile quando si tratta di animali. Ama lo sport e sogna di vincere un giorno una medaglia d'oro alle olimpiadi. Cinnamon ha una cotta per lei ed è anche un'amante degli animali. Insieme a Mocha e Azuki, formano il gruppo idol formato da tre ragazze, ovvero le Cinnamonangels. Il colore dell'orecchio e della coda di Chiffon è solitamente marrone, anche se a volte è colorato di arancione come si vede nel manga e molto raramente di rosa.
Espresso (エスプレッソ?, Esupuresso)
Doppiato da: Ryōko Shiraishi (ed. giapponese), Stefania Umana (ed. italiana)
Espresso (nato il 5 Aprile) (Nuovo Inno 498: Salvare i morenti) è un cucciolo maschio che vive vicino al parco in una casa molto grande. Espresso è molto intelligente e ben educato, ma a volte si sente solo e si lamenta. È noto per la sua distinta acconciatura alla Mozart. La sua proprietaria è un'attrice famosa e suo padre è un noto regista. Espresso è particolarmente bravo nel disegno, nella pittura e nella musica. Non riesce a dormire senza la sua coperta preferita che lo fa gemere e piangere così tanto come un cucciolo triste. Nel manga, indossa un berretto rosso o verde e un fazzoletto rosso o verde.
Mocha (モカ?, Moka)
Doppiata da: Yumi Kakazu (ed. giapponese), Cristina Banchetti (ed. italiana)
Mocha (nato il 15 Marzo) (Nuovo Inno 66: Ora ringraziamo tutti il nostro Dio) è una cucciolo femmina che vive in una casa bianca in cima a una collina. È un elegante chiacchierona che fa da "sorella maggiore" al gruppo, dato che sta sempre attenta agli altri. Mocha è nota per la sua setosa pelliccia color cioccolato e per i suoi fiocchi rosa con delle fantasie di fiori. Ha una cotta per Cinnamon, adora la moda e i vestiti in generale, ma non le piacciono i peperoni e gli insetti. È la ragazza più femminile del gruppo. Nel manga, il colore della pelliccia di Mocha è marrone chiaro e la si vede indossare diversi accessori per capelli oltre ai suoi fiori rosa. Insieme a Chiffon e Azuki, formano il gruppo idol Cinnamoangels.
Milk (みるく?, Miruku)
Doppiato da: Ikue Ōtani (ed. giapponese)
Milk (nato il 21 Maggio) (Nuovo Inno 352: In piedi per Gesù) è un cucciolo maschio che vive vicino al parco in una casa con un camino. Il più piccolo nonché il più giovane del gruppo, ama essere coccolato e piagnucolerà e piangerà se non ha il suo ciuccio preferito. Milk può essere riconosciuto dal suo ciuccio blu e dall'unico ricciolo di capelli in cima alla sua testa. A volte si mostra un po' viziato e da grande vuole essere come Cinnamon. Il suo ciuccio è il suo bene più prezioso ed è abile nell'inghiottire grandi quantità di latte. Milk non è ancora in grado di parlare e le uniche parole che può dire sono "Ba-Boo".
Cornet (コルネ?, Korune)
Cornet è un ragazzino unicorno che vive nel cielo sopra le nuvole. Ha un mantello azzurro, una criniera e una coda rosa e il suo corno ha la forma di un cono gelato.
Coco (ココ?, Koko)
Coco (nato il 25 luglio) (Nuovo Inno 141: Osanna, forte osanna) è un cucciolo maschio che indossa una sciarpa rossa al collo. Insieme al fratello gemello Nuts è stato salvato da Cinnamon quando una cicogna bianca è stata colpita da un fulmine durante un temporale, facendo cadere la borsa dal becco. Cinnamon, volò rapidamente giù per prendere la borsa che trasportava la cicogna, riuscendo a salvarla appena in tempo portandola a terra al sicuro, e qui scopre che al suo interno di erano i due cuccioli appena nati. Cinnamon ha poi portato Coco e Nuts al Café Cinnamon per dare loro una nuova casa. Il colore della pelliccia di Coco è marrone chiaro e ha una macchia bianca sulla bocca come suo fratello maggiore Cappuccino e suo fratello gemello Nuts. Coco e suo fratello Nuts hanno entrambi orecchie dalla forma diversa. Coco e Nuts appaiono entrambi nel quinto volume del manga, dove Cinnamon fa da babysitter ai due mentre Cappuccino è via.
Nuts (ナッツ?, Nattsu)
Nuts (nato il 25 luglio) (Nuovo Inno 141: Osanna, forte osanna) è un cucciolo maschio che indossa una sciarpa blu intorno al collo. È più curioso di suo fratello Coco e spesso lo si vede dormire. Il colore della pelliccia di Nut è lo stesso di quello di Coco. Nuts insieme a suo fratello gemello Coco appaiono nel quinto volume del manga, dove Cinnamon fa da babysitter ai due mentre Cappuccino è via.
Poron (ポロン?, Poron)
Poron (nato il 28 giugno) (Nuovo Inno 28: Vieni, Tu Fonte di Ogni Benedizione) è un cucciolo femmina di color rosa chiaro che indossa un fiocco azzurro pallido sulla testa e ha una bussola temporale che la aiuta nel suo viaggio con Cinnamon. È la terza amica di Cinnamon. Viaggia nel tempo e un giorno è caduta dal cielo sulla soffice testa di Cinnamoroll, così i due sono diventati amici e partono all'avventura con Cornet. È stata presentata per la prima volta sull'account Twitter francese di Cinnamoroll, nell'giugno 2007. Il suo corpo è soffice come una nuvola e mentre la sua coda ricorda un'ala d'angelo. Fa anche apparizioni occasionali sull'account Twitter ufficiale dedicato alla serie.
Azuki (アズキ?, Azuki)
Doppiata da: Masako Okōchi (ed. giapponese)
Azuki (nata il 9 agosto) (Nuovo Inno 328: Alzatevi, o uomini di Dio) è una cagnolina che sogna di diventare un idol. È signorile, ma a volte un po' fuori di testa. È responsabile delle buone maniere delle Cinnamoangels, della predizione della fortuna e pratica anche la calligrafia e la disposizione dei fiori nella speranza di diventare una vera signora giapponese.
Berry (べリー?, Berī)
Doppiato da: Kōki Miyata (My Melody - Sogni di magia) (ed. giapponese)
Berry (nato il 31 Ottobre) (Nuovo Inno 163: O figli e figlie, cantiamo) è un demone maschio con corna di montone e ali di pipistrello nere, che ha la capacità di trasformarsi in una forma più diabolica; le sue corna d'ariete si trasformano in corna da diavolo, gli occhi diventano color oro, gli crescono delle zanne affilate, cambia il colore del manto da grigio a nero scuro, le ali sono scheletriche, gli artigli sono affilati e la sua voce cambia. Sembra avere talento nel creare pozioni. Sia Berry che Cherry passano attraverso il loro specchio magico per entrare nel mondo umano per giocare brutti scherzi ai bambini mentre dormono. I due hanno paura del giorno e perciò se non riescono a tornare a casa in tempo fino al ritorno della notte si nascondono in un armadio o nei cassetti. Sono amici di un pipistrello, di una lanterna magica e di un Jack-o'-lantern. Berry è il narratore nella quarta stagione dell'anime My Melody - Sogni di magia, insieme a Cherry.
Cherry (チェリー?, Cherī)
Doppiata da: Fujiko Takimoto (My Melody - Sogni di magia) (ed. giapponese)
Cherry (nata il 31 Ottobre) (Nuovo Inno 163: O figli e figlie, cantiamo) è una demone donna e la compagna di crimine di Berry; che è stata creata quando Berry ha accidentalmente utilizzato un barattolo di sale la cui etichetta era coperta da un'altra, scritta come "zucchero". Quando Cherry si trasforma nella sua forma diabolica, le sue orecchie di pipistrello chiuse di colore nero chiaro si trasformano in ali di pipistrello aperte di nero scuro, i suoi occhi neri diventano di color fandango, il suo cappello a cilindro scompare, i suoi denti divengono zanne e la sua voce cambia. Cherry ama scherzare e prendere in giro Berry e ha anche una cotta per Espresso. Sia Berry che Cherry passano attraverso il loro specchio magico per entrare nel mondo umano per giocare brutti scherzi ai bambini mentre dormono. I due hanno paura del giorno e perciò se non riescono a tornare a casa in tempo fino al ritorno della notte si nascondono in un armadio o nei cassetti. Sono amici di un pipistrello, di una lanterna magica e di un Jack-o'-lantern. Cherry è la narratrice nella quarta stagione dell'anime My Melody - Sogni di magia, insieme a Berry.
Micoon (マイクン?, Maikun)
Doppiata da: Asahi Hamada (ed. giapponese), Elena Gritti (ed. italiana)
Micoon (nato il 20 gennaio) (Nuovo Inno 482: Continua a cantare) è un microfono ed è molto rumoroso e loquace! è rappresentato da Kono Junki, a differenza di PiHai e Rain. Ha debuttato nel 2002.
Poponen (ポポネン?, Poponen)
Doppiato da: Haruto Watanabe (ed. giapponese), Santo Verduci (ed. italiana)
Poponen (nato il 5 giugno) (Nuovo Inno 605: Gioia e lode in questo giorno di confessione) è una lontra!

## Altri media

### Anime e video

Cinnamon in Cinnamon The Movie

Un film basato sul personaggio intitolato Cinnamon The Movie (シナモン The Movie?, Shinamon THE MOVIE) è stato prodotto dallo studio d'animazione giappone Madhouse ed è stato distribuito in Giappone il 22 dicembre 2007. Il film è diretto da Gisaburō Sugii e scritto da Mari Okada. La sigla di chiusura è Together ed è cantata dai Tohoshinki. In Italia è uscito direttamente in DVD il 23 marzo 2011 edito da Medusa Film col titolo Il magico mondo di Cinnamon. Il doppiaggio italiano è stato curato dalla Sanver Production.
Successivamente sono stati prodotti altri video animati intitolati rispettivamente Zēnbu! Cinnamon, Cinnamon no himitsu no tobira e ABCinnamon eigo de asobo! ed altri titoli che fanno parte della serie Sanrio Pokoapoko.

### Videogiochi
Dalla serie Cinnamoroll sono stati tratti anche quattro videogiochi usciti esclusivamente in Giappone che hanno come protagonisti Cinnamon e i suoi amici. I primi di questi sono: Cinnamoroll Koko ni Iruyo nel 2004 e Cinnamoroll FuwaFuwa Daibouken nel 2005, entrambi disponibili per Game Boy Advance. Nintendo ha poi sviluppato due titoli per Nintendo DS intitolati rispettivamente Cinnamoroll: Ohanashi shiyo! - Kira Kira DE Kore Cafe nel 2006 e Cinnamoroll: Kurukuru Sweets Paradise nel 2007. Il personaggio di Cinnamon è inoltre apparso in alcuni giochi di Hello Kitty, altro popolare personaggio creato da Sanrio, più precisamente in Hello Kitty: Big City Dreams e Hello Kitty Birthday Adventures entrambi per DS e Hello Kitty Seasons uscito su Wii. Gli amici di Cinnamoroll compaiono anche in alcune aree di Hello Kitty Seasons. Cinnamon è inoltre presente nel MMORPG Hello Kitty Online come personaggio non giocabile in alcune missioni speciali. Sempre nello stesso titolo le Cinnamoangels compiono alcuni cameo come statue a Londra mentre Mocha e Chiffon possono essere visti come emoticon in una gilda a tema Cinnamoroll. Altre apparizioni del protagonista avvengono in Hello Kitty World per Android e iOS come uno dei personaggi sbloccabili dopo aver aggiunto una nuova attrazione in un particolare livello e come pilota giocabile in Hello Kitty Kruisers per Android, iOS, Wii U e Nintendo Switch.

### Manga
Un manga composto da cinque volumi tankōbon, intitolato Fuwafuwa ♥ Cinnamon (ふわふわ♥シナモン?, Fuwafuwa ♥ Shinamon), è stato scritto da Chisato Seki e illustrato da Yumi Tsukirino. È stato pubblicato in Giappone dal 2004 al 2007 da Shogakukan e serializzato sulla rivista mensile Pucchigumi. Nel 2008, tre volumi speciali sono usciti sempre in Giappone con il titolo Karāban Fuwafuwa Shinamon (カラー版 ふわふわ♥シナモン?) che presente pagine completamente a colori e nuove storie inedite. Dal 2005 al 2008, è stata realizzata una serie manga spin-off chiamata Puri Kawa Shinamonenjerusu!! (プリ☆かわ☆シナモンエンジェルス!!?) e incentrate sulle Cinnamoangels, ovvero Mocha, Chiffon e Azuki che svolgono varie attività e cercano di attrarre i ragazzi.

### Romanzi e libri
Un romanzo intitolato Cinnamoroll Cinnamon no fushigi ryokō (シナモロール シナモンのふしぎ旅行?, Shinamorōru Shinamon no fushigi ryokō), che funge da adattamento alla storia principale, è stato distribuito da Kadokawa Shoten sotto l'etichetta Tsubasa Bunko il 15 settembre 2014. Quest'ultimo narra le avventure vissute da Cinnamon durante uno dei suoi viaggi.
Da Cinnamoroll sono stati tratti anche tre libri illustrati chiamati Cinnamon Travel Ehon (シナモントラベルえほん?). Un altro libro dedicato al franchise è Cinnamon ga Ippai!, ovvero un fanbook ufficiale.

### Eventi
I personaggi della serie sono anche apparsi in diversi spettacoli dal vivo, sfilate ed eventi organizzati presso Sanrio Puroland e HarmonyLand. Nel 2007 si è inoltre tenuto il primo musical chiamato Cinnamon's Door of Secrets (シナモンなしひみつの扉?, Shinamon nashi himitsu no tobira).

### Musica
Cinnamon è apparso in un video musicale con la band giapponese Scandal.
Nel giugno 2012, Sanrio ha collaborato con MasatakaP per creare un video animato in corrispondenza del decimo anniversario del personaggio utilizzando il software MikuMikuDance.
Nell'ottobre 2012, OSTER project ha annunciato un album chiamato Cinnamon Trip!!, che è poi stato pubblicato in Giappone il 12 dicembre 2012. Ci sono 9 canzoni nell'album, ciascuna cantata da Cinnamoroll e i suoi amici, inclusi i Cinnamoangels e Lloromannic.

### Altro
Nel marzo 2008 è stata prodotta una serie di tre DVD educativi intitolata Le avventure di Cinnamon (しつけにチャレンジ?, Shitsuke ni Charenji) e distribuita nel 2008 in Giappone per un totale di 15 episodi, la serie ha come protagonista Cinnamon che assieme ad altri personaggi impartisce alcune lezioni educative ai bambini.
Nel marzo 2017 ne è stata realizzata una versione restaurata in HD.
La serie è uscita anche in Italia dove è stata distribuita dalla Medusa Video, Sanrio Smiles e dalla MTC dal 1º dicembre 2010 al 13 febbraio 2011.
La sigla si intitola Le avventure di Cinnamon ed è stata scritta da Gennaro De Stefano e Santo Verduci, quest'ultimo ha poi anche interpretato il brano. La serie è stata anche trasmessa su Dea Kids e pubblicata su Fastweb TV. La stessa sigla è stata utilizzata per Cinnamon The Movie.

#### Episodi
| nº | Titolo                                                                                    | Pubblicazione (Giappone) | Pubblicazione (Italia) |
| -- | ----------------------------------------------------------------------------------------- | ------------------------ | ---------------------- |
| 1  | Come si lavano i denti? (はみがきできるかな??, Wa migaki dekiru ka na?)                   | 19 marzo 2008            | 1º dicembre 2010       |
| 2  | Che ghiottone Cappuccino (いっしょにたべよう?, Issho ni tabeyou)                          | 19 marzo 2008            | 1º dicembre 2010       |
| 3  | Un'avventura nella foresta (トイレできるかな??, Toire dekiru ka na?)                      | 19 marzo 2008            | 1º dicembre 2010       |
| 4  | Dov'è finito il pastello rosso? (かたづけようね?, Katadzukeyou ne)                        | 19 marzo 2008            | 1º dicembre 2010       |
| 5  | Prima di andare a letto (おやすみなさい?, Oyasuminasai)                                   | 19 marzo 2008            | 1º dicembre 2010       |
| 6  | Il compleanno di Cappuccino (きがえできるかな??, Kigae dekiru ka na?)                     | 19 marzo 2008            | 26 gennaio 2011        |
| 7  | Il gioco del ciao (こんにちは!?, Konnichiwa!)                                             | 19 marzo 2008            | 26 gennaio 2011        |
| 8  | Cucchiaio, forchetta... (スプーンとフォークつかえるかな??, Supūn to Fōku tsukaeru ka na?) | 19 marzo 2008            | 26 gennaio 2011        |
| 9  | Teniamoci per mano (てをつなごう?, Te o tsunagou)                                         | 19 marzo 2008            | 26 gennaio 2011        |
| 10 | Ciao, io sono Cinnamon! (なまえいえるかな?, Na ma e ieru ka na)                           | 19 marzo 2008            | 26 gennaio 2011        |
| 11 | Mettiamoci in fila (じゅんばんまもろうね?, Junban wa mamoru)                              | 19 marzo 2008            | 23 febbraio 2011       |
| 12 | A pranzo da Cinnamon (おてつだいたのしいな?, Otetsudai tanoshī na)                        | 19 marzo 2008            | 23 febbraio 2011       |
| 13 | Cosa metto nella borsetta? (じゅんびしようね?, Junbi shiyōne)                             | 19 marzo 2008            | 23 febbraio 2011       |
| 14 | Un regalo per Espresso (とうろはあぶないね?, Tōro wa abunaine)                            | 19 marzo 2008            | 23 febbraio 2011       |
| 15 | Scusa! Una parola magica (ありがとう・ごめんね?, Arigatō gomen ne)                        | 19 marzo 2008            | 23 febbraio 2011       |

### Altre apparizioni
Nel 2005, Cinnamoroll è apparso nell'anime Il villaggio di Hello Kitty dove è uno dei personaggi principali assieme a Hello Kitty, My Melody - Sogni di magia, PomPomPurin e Badtz Maru. Nella serie Le avventure di Hello Kitty & Friends del 2008,  Cinnamoroll è un personaggio minore e debutta in un episodio chiamato "Cinnamoroll Cafe" dove sta costruendo il suo locale ma è troppo timido per chiedere aiuto.
Cinnamoroll è anche l'ospite dell'attrazione in barca chiamata Sanrio Character Boat Ride a Sanrio Puroland e Harmonyland dove invita gli ospiti a partecipare al matrimonio di Hello Kitty e Dear Daniel.

## Sviluppo
Quando venne creato il franchise da Sanrio nel 2001, questo si chiamava originariamente Baby Cinnamon. Un anno dopo venne ribattezzato "Cinnamoroll" per porre rimedio a eventuali problemi con la registrazione del marchio oltreoceano, tuttavia da allora viene chiamato in entrambi i modi, tanto che è più semplicemente noto come Cinnamon, che è anche il nome del protagonista. A partire dal 2007, il nome originale di Cinnamoroll, "Baby Cinnamon" non viene utilizzato da Sanrio ed è ufficialmente chiamato "Cinnamoroll", nonostante ciò è noto principalmente come "Cinnamon".

## Accoglienza
Cinnamoroll è il secondo franchise di personaggi prodotti da Sanrio più popolare dopo quello di Hello Kitty, un successo che Sanrio non si aspettava di ottenere in così poco tempo. Fin dalla sua prima apparizione Cinnamoroll è stato molto apprezzato dal pubblico, però la vera popolarità l'ha raggiunta a partire dal 2005, dopo la pubblicazione dello spinoff Cinnamoangels che per la prima volta ha mostrato gli amici di Cinnamoroll: Mocha, Chiffon e Azuki. Nel 2011, è stato creato un blog e un social networking sul sito Ameba. Nel 2012 Cinnamoroll ha festeggiato il suo decimo anniversario e per celebrarlo l'aeroporto Haneda a Tokyo ha organizzato una vetrina dedicata alla serie che mostrava delle foto scattate dai fan assieme ad alcune immagini dei personaggi originali. Inoltre è stata eretta una statua nel quartier generale di Bandai sempre a Tokyo.
Nel 2015, l'account Twitter ufficiale ha subito un episodio di cyberbullismo. Nel marzo dello stesso anno, un gruppo di utenti sul social network ha iniziato a rispondere ai tweet dell'account con commenti offensivi sul personaggio, i quali sono continuati fino a maggio, dove quest'ultimi sono diventati ancora più pesanti. L'11 maggio, l'account ufficiale ha risposto con un tweet alle offese scrivendo: "Chiffon: Buongiorno! Cinnamon non vuole uscire questa mattina, quindi sono uscito io al suo posto. Proteggerò Cinnamon, quindi spero che anche tutti i suoi amici si prenderanno cura di lui", riferendosi al continuo bullismo nato dall'odio dimostrato da un nutrito gruppo di utenti. La stessa Sanrio rimase delusa per l'incidente e iniziò a bloccare i responsabili dell'accaduto.
La popolarità del franchise è aumentata a tal punto che nel 2020 è risultato essere il personaggio Sanrio più popolare, ricevendo il maggior numero di voti da parte dei fan in un sondaggio realizzato da Sanrio.